# Croatia Open Umag 1999
Il Croatia Open Umag 1999 è stato un torneo di tennis giocato sulla terra rossa. È stata la 10ª edizione del Croatia Open Umag, che fa parte della categoria International Series nell'ambito dell'ATP Tour 1999. Si è giocato all'International Tennis Center di Umago, Croazia, dal 26 luglio al 1º agosto 1999.

## Campioni

### Singolare
Magnus Norman ha battuto in finale  Jeff Tarango con il punteggio di 6–2, 6–4

### Doppio
Mariano Puerta /  Javier Sánchez hanno battuto in finale  Massimo Bertolini /  Cristian Brandi con il punteggio di 3–6, 6–2, 6–3